# Nuoto ai Giochi della XXXII Olimpiade - 400 metri misti femminili
La gara di nuoto dei 400 metri misti femminili dei Giochi della XXXII Olimpiade di Tokyo è stata disputata il 24 e 25 luglio 2021 presso il Tokyo Aquatics Centre. Vi hanno partecipato 18 atlete provenienti da 13 nazioni.
La competizione è stata vinta dalla nuotatrice giapponese Yui Ōhashi, mentre l'argento e il bronzo sono andati rispettivamente alle statunitensi Emma Weyant e Hali Flickinger.

## Record
Prima della competizione il record del mondo e il record olimpico erano i seguenti:
| Record mondiale | 4'26"36 | Katinka Hosszú Ungheria | 6 agosto 2016 Rio de Janeiro, Brasile |
| Record olimpico | 4'26"36 | Katinka Hosszú Ungheria | 6 agosto 2016 Rio de Janeiro, Brasile |

Nel corso della competizione non sono stati migliorati.

## Programma
| Data           | Ora (UTC+9) | Turno    |
| -------------- | ----------- | -------- |
| 24 luglio 2021 | 20:05       | Batterie |
| 25 luglio 2021 | 11:12       | Finale   |

## Risultati

### Batterie
| Pos. | Batteria | Corsia | Atleta                     | Nazionalità   | Tempo   | Note |
| ---- | -------- | ------ | -------------------------- | ------------- | ------- | ---- |
| 1    | 3        | 5      | Emma Weyant                | Stati Uniti   | 4'33"55 | Q    |
| 2    | 3        | 6      | Aimee Willmott             | Gran Bretagna | 4'35"28 | Q    |
| 3    | 2        | 4      | Yui Ōhashi                 | Giappone      | 4'35"71 | Q    |
| 4    | 3        | 3      | Mireia Belmonte            | Spagna        | 4'35"88 | Q    |
| 5    | 2        | 5      | Hali Flickinger            | Stati Uniti   | 4'35"98 | Q    |
| 6    | 2        | 6      | Viktória Mihályvári-Farkas | Ungheria      | 4'35"99 | Q    |
| 7    | 3        | 4      | Katinka Hosszú             | Ungheria      | 4'36"01 | Q    |
| 8    | 2        | 7      | Ilaria Cusinato            | Italia        | 4'37"37 | Q    |
| 9    | 3        | 2      | Sara Franceschi            | Italia        | 4'39"93 |      |
| 10   | 3        | 1      | Anja Crevar                | Serbia        | 4'40"50 |      |
| 11   | 2        | 1      | Yu Yiting                  | Cina          | 4'41"64 |      |
| 12   | 3        | 8      | Ageha Tanigawa             | Giappone      | 4'41"76 |      |
| 13   | 3        | 7      | Fantine Lesaffre           | Francia       | 4'41"98 |      |
| 14   | 2        | 2      | Tessa Cieplucha            | Canada        | 4'44"54 |      |
| 15   | 1        | 5      | Katja Fain                 | Slovenia      | 4'44"66 |      |
| 16   | 1        | 3      | Azzahra Permatahani        | Indonesia     | 4'54"54 |      |
| 17   | 1        | 4      | Virginia Bardach           | Argentina     | 5'01"98 |      |
| -    | 2        | 3      | Sydney Pickrem             | Canada        | -       | DNS  |

### Finale
| Pos.    | Corsia | Atleta                     | Nazionalità   | Tempo   | Note |
| ------- | ------ | -------------------------- | ------------- | ------- | ---- |
| Oro     | 3      | Yui Ōhashi                 | Giappone      | 4'32"08 |      |
| Argento | 4      | Emma Weyant                | Stati Uniti   | 4'32"76 |      |
| Bronzo  | 2      | Hali Flickinger            | Stati Uniti   | 4'34"90 |      |
| 4       | 6      | Mireia Belmonte            | Spagna        | 4'35"13 |      |
| 5       | 1      | Katinka Hosszú             | Ungheria      | 4'35"98 |      |
| 6       | 7      | Viktória Mihályvári-Farkas | Ungheria      | 4'37"75 |      |
| 7       | 5      | Aimee Willmott             | Gran Bretagna | 4'38"30 |      |
| 8       | 8      | Ilaria Cusinato            | Italia        | 4'40"65 |      |